# Václav Žížala-Donovský
Václav Žížala-Donovský (30. srpna 1824 Praha – 3. června 1890 tamtéž), vl. jm. Václav Žížala, byl český novinář, spisovatel a herec. Kolem roku 1848 hrál ochotnické divadlo a účastnil se veřejného života; z politických důvodů byl opakovaně stíhán a nakonec odveden do vojska. Roku 1855 uveřejnil nepříliš úspěšný román Tři Čechové. Od 60. do poloviny 80. let pracoval v administraci časopisu Čas a později deníku Národní listy. Byl rovněž autorem článků o divadle.

## Život

### Čalouníkem, hercem a vojákem
Narodil se 30. srpna 1824 v Praze. Vyučil se čalouníkem a roku 1847 odjel do Vídně na zkušenou. O rok později odtud musel z politických důvodů uprchnout — nejprve do Břeclavi a v dubnu 1848 do Prahy.
Již od počátku čtyřicátých let ho zajímalo divadlo. Hrál na ochotnických scénách v Nostické jízdárně, u Šálků na Újezdě a příležitostně i na Ovocném trhu. Roku 1849 se vydal s Prokopovou společností do Chrudimi. V roce 1850 odjel znovu do Vídně, kde mimo jiné hrál v českých představeních v Josefově. K herectví se nakrátko vrátil i v 60. letech v Mikulášském divadle v Praze. Příliš se mu ale nedařilo, dopouštěl se chyb. Josef Ladislav Turnovský například vzpomínal, že někdy zapomněl v šatně dopis, který měl přinést na scénu, a musel pak improvizovat. Často se komicky přeříkával („a zapomenuv, že jsem u vás hostem, mrkavicí bych vás ruštil do tváře“). Asi i proto byl nejúspěšnější v komických rolích.
V roce 1853 se vrátil z Vídně do Prahy, ale brzy byl zatčen, vězněn u sv. Jiří a za trest odveden k vojsku. Sloužil nejprve v Dalmácii, později byl převelen do Itálie. V Pavii se stal šikovatelem a volný čas věnoval literární činnosti.

### Novinářem
Roku 1859 byl propuštěn z vojska. Odjel zpátky do Prahy, kde vstoupil do administrace časopisu Čas. Od roku 1861 pracoval v téže funkci pro Národní listy. V souvislosti se svým zaměstnáním byl několikrát předvolán k soudu jako svědek či dokonce obžalovaný:
- V červnu 1862 se konal velký proces proti vydavateli Národních listů Juliovi Grégrovi kvůli několika protivládním článkům, otištěným na konci předchozího roku.[4] Donovský byl předvolán jako svědek a vypovídal, jaký je postup při zařazování článků a jejich schvalování k otištění.[5] (Grégr byl nakonec odsouzen na deset měsíců vězení a propadnutí kauce ve výši 3000 zlatých.)[6]
- 5. října 1864 vyšel v Národních listech inzerát, v němž „Jeden za ostatní“ ostře kritizoval počínání barona Aehrenthala na svém panství v obci Přáslavice u Turnova. Podle pisatele nechal baron v 50. letech zbořit místní školu a dřevo využil pro vlastní potřebu; odstranil z přáslavského kostela zvon a daroval jej do Turnova; zanedbával údržbu kostela a v poslední době se snažil jej zbořit, aby si mohl přivlastnit s ním spojený „zádušní“ majetek.[7] Na obvinění ostře zareagoval Aehrenthalův přítel dr. Antonín Vincenc Šlechta — nejprve rovněž inzerátem[8] a následně soudní žalobou na vydavatele Eduarda Grégra, pisatele Jana Tomsu a další. Při projednávání vyšlo najevo, že rukopis nejprve přišel redaktoru Grégrovi, který jej s poznámkou „přijměte, opravte a zmírněte“ předal Donovskému; tím pro něj jako redaktora záležitost skončila, protože inzeráty jsou v odpovědnosti administrace.[9] Donovský, předvolaný jako svědek, přiznal, že dopis otiskl bez větších úprav, poněvadž jej nepovažoval za urážlivý; tím se podle názoru soudu přiznal k přestupku kladenému dosud za vinu Grégrovi.[10] Grégr poté konstatoval, že by inzerát v dané podobě určitě nezveřejnil, ale v další části své závěrečné řeči dal na obecné rovině za pravdu názorům v něm uvedeným.[11] (Spor nakonec skončil bez vyhlášení rozsudku — žaloba byla zamítnuta z důvodu opožděného podání.)[12]
- Roku 1869 byl odsouzen za spoluvinu při otištění nevhodného inzerátu („Blaník vyjde o sv. Vácslavě…“) k pokutě 60 zlatých nebo 12 dnům ve vězení.[13]

Roku 1862 se stal členem Svatoboru.
V roce 1876 těžce onemocněly jeho tři děti na spálu; zásluhou obětavé péče vinohradského lékaře dr. Hechta se ale všechny uzdravily. Donovský z vděčnosti uveřejnil tomuto lékaři v Národních listech děkovný inzerát.
Počátkem roku 1879 získal ocenění od srbského výboru Červeného kříže za zásluhy při organizování sbírek na podporu jejich raněných vojáků.

### Závěr života
2. října 1886 oslavoval Donovský 25 let práce administrátora v Národních listech; kolegové oceňovali jeho pilnost, zkušenost a obratnost. Brzy nato ale kvůli oční chorobě odešel na dvouletou dovolenou. Po návratu (r. 1888) zjistil, že svou práci už nemůže vykonávat a odešel do důchodu.
3. června 1890 po 23. hodině zpozoroval výběrčí mostného, že po Řetězovém mostě rozčileně pobíhá starší muž, který se po chvíli opřel o pilíř a díval do řeky. Než se k němu ale kdokoli stačil přiblížit, přelezl přes zábradlí a skočil z mostu. Okamžitě se ho vydali hledat plavci na loďkách, ale mezitím již jeho tělo odnesl proud. Z přítomných ho nikdo neznal, ale na mostě nalezli jeho rukavice, hůl a klobouk, v němž byl rukou psaný lístek s adresou „Václav Žížala-Donovský, Slupi č. p. 1560-II.“ Totožnost utonulého se potvrdila následujícího dne v 8 hodin ráno, kdy jeho tělo vyplavalo u Odkolkových mlýnů na Malé Straně. Později se v té souvislosti objevily informace, že sebevraždu spáchal kvůli finanční tísni. Aby se zamezilo spekulacím, uvedla redakce Národních listů, že během dvouleté dovolené dostával plný plat, z pracovního poměru odešel 1. prosince 1888 na vlastní žádost a poté dostával důchod ve zhruba poloviční výši — případné finanční problémy tedy nebyly vinou bývalého zaměstnavatele. Možná na jeho rozhodnutí měly vliv tragické události v rodině — roku 1887 zemřel jeho patnáctiletý syn Jaroslav a 20. června 1889 i dvacetiletá dcera Anna. Ze stejného místa na Řetězovém mostě během následujících dní skočili ještě další dva lidé: první z nich (číšník) utonul, šestnáctiletou dívku se podařilo zachránit.
Pohřben byl na Olšanských hřbitovech.

## Dílo
Hlavní literární prací Donovského byl román Tři Čechové, který vyšel v Praze r. 1855. Nebyl příliš zdařilý, literární kritika jej zavrhla a autorovi z něho povstaly různé nepříjemnosti. Dílo ale bylo oceňováno pro svou realističnost a pravdivost v líčení českého prostředí.
Později napsal novely Karbaník a rodina jeho a anonymně Z povídek Červeného Hrádku.
Svůj vztah k divadlu projevil i literárně. Přispíval do časopisu Divadelní ochotník (viz např. reklamu z r. 1861) a napsal divadelní pohádku Božena Borotínská (1869). V květnu a červnu 1875 vycházel v Národních listech na pokračování jeho seriál článků o dějinách českého divadla v Praze.